# 나라 훔친 이야기
《나라 훔친 이야기》(일본어: 国盗り物語 나라 훔친 이야기[*])는 1973년 1월 7일부터 12월 23일까지 방송된 NHK의 11번째 대하드라마이다. 시바 료타로의 동명의 소설을 중심으로, 시바의 '새로운 역사 다이 코키」 「공명의 갈림길 ""尻啖え 孫市」 「올빼미의 성'등을 합쳐 오노 야스코가 각색했다. 사이토 도산과 그의 후계자라고 주목 할 수 있는 노부나가와 미쓰히데의 이야기. 함께 천하 통일에 매진하면서도 최후는 혼노지에서 격돌하는오다 노부나가와 아케치 미쓰히데의 삶을 그려 간다.

## 출연
- 히라 미키지로 : 사이토 도산
- 타카하시 히데키 : 오다 노부나가
- 콘도 마사오미 : 아케치 미쓰히데
- 히노 쇼헤이 : 도요토미 히데요시
- 마츠자카 케이코 : 노히메
- 테라오 아키라 : 도쿠가와 이에야스
- 에모리 토오루 : 구로다 요시타카
- 이타미 주조 : 아시카가 요시아키
- 츠유구치 시게루 : 쓰즈라 주조
- 오토모 류타로 : 다케다 신겐
- 지아키 미노루 : 오다 노부히데
- 다케야키 무가 : 아시카가 요시테루
- 이부키 고로 : 호소카와 유사이
- 니시무라 고우
- 요시유키 가즈코
- 스기 료타로 : 아자이 나가마사

| NHK 대하드라마 | NHK 대하드라마   | NHK 대하드라마 |
| 이전 작품      | 작품명           | 다음 작품      |
| -------------- | ---------------- | -------------- |
| -              | 나라 훔친 이야기 | -              |